# The Andy Griffith Show

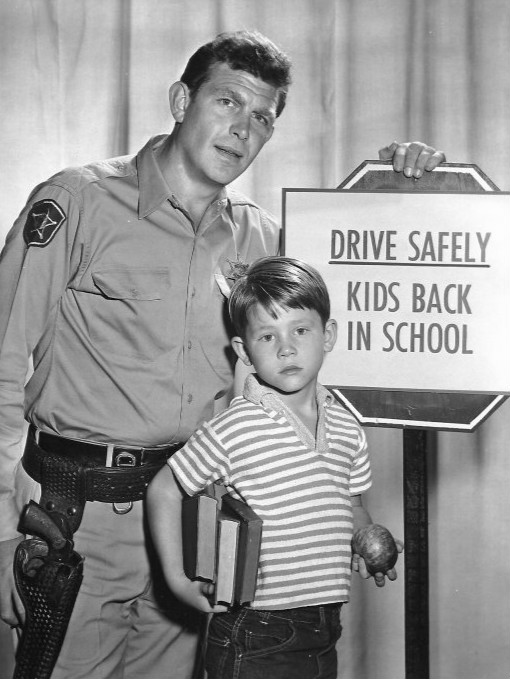
Andy Griffith con il piccolo Ron Howard (1961).

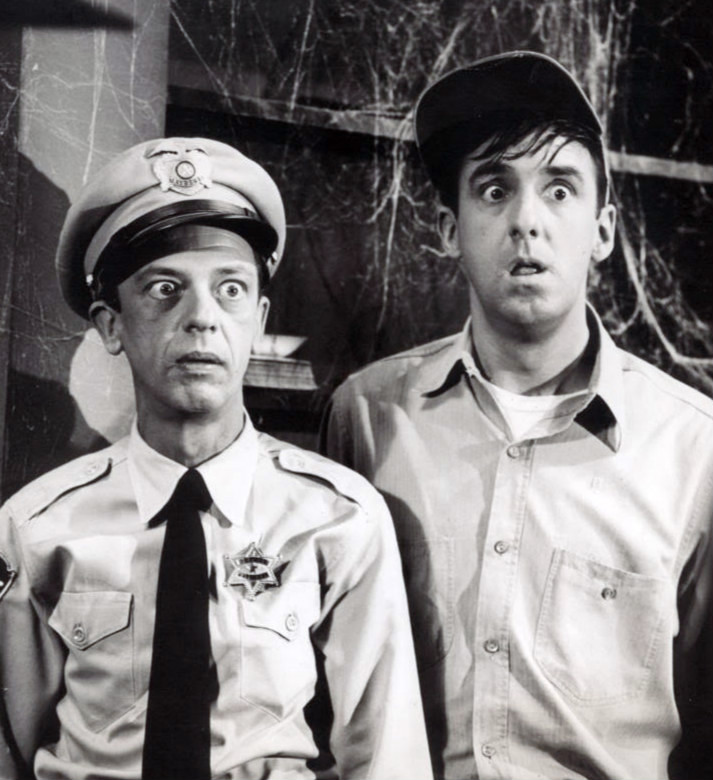
Il vice sceriffo Barney Fife (Don Knotts) e Gomer Pyle (Jim Nabors).

The Andy Griffith Show  è una serie televisiva statunitense in 249 episodi trasmessi per la prima volta nel corso di 8 stagioni dal 1960 al 1968.
La serie è uno spin-off dell'episodio Danny meets Andy Griffith della serie televisiva The Danny Thomas Show e ha a sua volta generato uno spin-off, la serie TV Gomer Pyle, U.S.M.C. (1964-1969). The Andy Griffith Show generò anche un sequel, la serie Mayberry R.F.D. (1968-1971), e un film per la televisione nel 1986, Return to Mayberry.
La serie fu un grande successo in termini di share e terminò con la sua ultima stagione al primo posto nella classifica degli ascolti. Anche se né Griffith, né la serie vinsero premi durante gli otto anni di trasmissione, gli attori Don Knotts e Frances Bavier vinsero un totale di sei Emmy Awards.

## Trama
Andy Taylor è uno sceriffo vedovo della cittadina immaginaria di Mayberry, nella Carolina del Nord. La sua vita viene complicata da un vice-sceriffo inetto, Barney Fife, una zia e governante zitella, la zia Bee, e un figlio, Opie (Ron Howard, accreditato come Ronny Howard). I locali buoni a nulla, gli amici imbranati, e fidanzate dal temperamento complicato gli creano ulteriori grattacapi.
Tuttavia, la sua capacità di risolvere i problemi della comunità con la calma,  la mediazione e la conciliazione lo rendono popolare tra i suoi concittadini.  Il vice Barney Fife viene presentato come cugino di Andy nei primi episodi, ma non è vi è più alcun riferimento alla parentela negli episodi successivi. 
Andy socializza con gli amici dal barbiere nella Main Street e organizza appuntamenti con diverse donne nel corso delle prime due stagioni (Elinor Donahue colleziona 12 apparizioni nel ruolo della fidanzata di Andy, Ellie Walker, nella prima stagione) fino a quando un'insegnante diventa il suo costante interesse nella terza stagione. Con il figlio, Andy organizza battute di pesca o passa il tempo in tranquille serate sotto il portico con la zia.

## Personaggi
- Sceriffo Andy Taylor (249 episodi, 1960-1968), interpretato da Andy Griffith.
- Opie Taylor (209 episodi, 1960-1968), interpretato da Ron Howard.
- zia Bee Taylor (176 episodi, 1960-1968), interpretato da Frances Bavier.
- Barney Fife (141 episodi, 1960-1968), interpretato da Don Knotts.
- Goober Pyle (86 episodi, 1964-1968), interpretato da George Lindsey.
- Floyd Lawson (80 episodi, 1961-1967), interpretato da Howard McNear.
- Helen Crump (66 episodi, 1963-1968), interpretato da Aneta Corsaut.
- Howard Sprague (38 episodi, 1966-1968), interpretato da Jack Dodson.
- Otis Campbell (32 episodi, 1960-1966), interpretato da Hal Smith.
- Clara Edwards (32 episodi, 1961-1968), interpretato da Hope Summers.
- Thelma Lou (26 episodi, 1961-1966), interpretato da Betty Lynn.
- Gomer Pyle (23 episodi, 1962-1964), interpretato da Jim Nabors. Questo personaggio generò lo spin-off Gomer Pyle, U.S.M.C. (1964-1969).
- Emmett Clark (16 episodi, 1967-1968), interpretato da Paul Hartman.
- Martha Clark (15 episodi, 1962-1968), interpretato da Mary Lansing.
- Jud Fletcher (14 episodi, 1960-1966), interpretato da Burt Mustin.
- Joe Waters (14 episodi, 1961-1963), interpretato da Robert McQuain.
- Ellie Walker (12 episodi, 1960-1961), interpretato da Elinor Donahue.
- Johnny Paul Jason (12 episodi, 1962-1966), interpretato da Richard Keith.
- Warren Ferguson (11 episodi, 1965-1966), interpretato da Jack Burns.
- Mayor Pike (11 episodi, 1960-1962), interpretato da Dick Elliott.
- Arnold Bailey (9 episodi, 1966-1968), interpretato da Sheldon Collins.
- Clarence 'Doc' Mallory (8 episodi, 1962-1967), interpretato da Allan Melvin.
- Howie Pruitt (8 episodi, 1963-1965), interpretato da Dennis Rush.
- Ernest T. Bass (8 episodi, 1963-1965), interpretato da Howard Morris.
- Karen Burgess (8 episodi, 1963-1966), interpretato da Ronda Jeter.
- sindaco Roy Stoner (7 episodi, 1962-1963), interpretato da Parley Baer.
- Asa Breeney (7 episodi, 1962-1967), interpretato da Charles P. Thompson.
- Briscoe Darling (6 episodi, 1963-1966), interpretato da Denver Pyle.
- Charlene Darling Wash (6 episodi, 1963-1968), interpretato da Maggie Peterson.
- reverendo Hobart M. Tucker (6 episodi, 1963-1968), interpretato da William Keene.
- Wally (6 episodi, 1960-1963), interpretato da Norman Leavitt.
- Emma Brand (6 episodi, 1960-1962), interpretato da Cheerio Meredith.
- Rafe Hollister (6 episodi, 1961-1963), interpretato da Jack Prince.
- Bernice (6 episodi, 1962-1966), interpretato da Janet Stewart.
- Betsy (6 episodi, 1960-1967), interpretato da Joy Ellison.
- Doug Darling (6 episodi, 1963-1966), interpretato da Doug Dillard.
- Rodney Darling (6 episodi, 1963-1966), interpretato da Rodney Dillard.

## Produzione
La serie fu prodotta da Danny Thomas Enterprises e Mayberry Enterprises e girata negli studios della Desilu Studios, della Paramount, della RKO Pictures e della Ren-Mar in California.

### Registi
Tra i registi della serie sono accreditati:
- Bob Sweeney (80 episodi, 1960-1963)
- Lee Philips (60 episodi, 1965-1968)
- Alan Rafkin (27 episodi, 1964-1967)
- Coby Ruskin (18 episodi, 1964-1965)
- Don Weis (9 episodi, 1960)
- Richard Crenna (8 episodi, 1963-1964)
- Jeffrey Hayden (8 episodi, 1963-1964)
- Howard Morris (8 episodi, 1964)
- Earl Bellamy (7 episodi, 1963-1964)
- Peter Baldwin (7 episodi, 1965-1968)
- Gene Reynolds (3 episodi, 1961)
- Theodore J. Flicker (3 episodi, 1965)
- Sheldon Leonard (2 episodi, 1960-1965)
- Charles Irving (2 episodi, 1963)
- Gene Nelson (2 episodi, 1964)
- Aaron Ruben (2 episodi, 1964)
- Lawrence Dobkin (2 episodi, 1965)

## Distribuzione
La serie fu trasmessa negli Stati Uniti dal 1960 al 1968 sulla rete televisiva CBS. È stata poi pubblicata in VHS e in DVD negli Stati Uniti in diverse riedizioni.
Alcune delle uscite internazionali sono state:
- negli Stati Uniti il 3 ottobre 1960 (The Andy Griffith Show)
- nei Paesi Bassi il 25 gennaio 1965
- in Venezuela (El show de Andy Griffith)

## Episodi
| Stagione         | Episodi | Prima TV originale |
| ---------------- | ------- | ------------------ |
| Prima stagione   | 32      | 1960-1961          |
| Seconda stagione | 31      | 1961-1962          |
| Terza stagione   | 32      | 1962-1963          |
| Quarta stagione  | 32      | 1963-1964          |
| Quinta stagione  | 32      | 1964-1965          |
| Sesta stagione   | 30      | 1965-1966          |
| Settima stagione | 30      | 1966-1967          |
| Ottava stagione  | 30      | 1967-1968          |